# اکوجان
اکوجان، روستایی از توابع بخش رودبار شهرستان شهرستان قزوین در استان قزوین ایران است.
این روستا در ۲۳ کیلومتری شهر رازمیان و جمعیت این روستا بر اساس سرشماری سال ۱۳۹۷، برابر ۲۱۶ خانوار و ۷۸۰ نفر بوده است.
که عمده اهالی آن را افراد ساکن دائمی تشکیل می‌دهند.
- عمده فعالیت اهالی روستا باغداری، کشاورزی و دامداری است.
- جاذبه‌های گردشگری این روستا عبارتند از:

– دردامنه یکی ازکوه‌های نزدیک روستای آکوجان بنام «بزادشت» از ناحیه رشکین پره، غاری قرار دارد که حاجت خانه خوانده می‌شود. مردم محل شبهای جمعه به این غار می‌روند و به عبادت می‌پردازند. سنگهای بدنه داخل غار تمامی صیقلی شده و برروی آنها نقوشی کنده کاری شده است. این غار در فاصله ۷۹ کیلومتری ازشهرقزوین دربخش رودبارشهرستان واقع شده است.
– باغات بزرگ فندق و طبیعت زیبا از جاذبه‌های منطقه می‌باشد.
– فندق، محصولات باغی و صنایع دستی از دیگر جاذبه‌های این روستا می‌باشد.
- ظرفیتها و زیرساختها: دارای مدرسه ابتدایی، مسجد و مرکز بهداشت، آب، برق، تلفن و راه دسترسی آسفالته ای که البته کوهستانی و پرپیچ و خم و فاقد علایم و خط‌کشی می‌باشد.

این روستا در شمال شرق شهر قزوین در ″۳۵٫۵ ′۳۸°۳۶عرض شمالی و″ ۳۰٫۷ ′ ۸°۵۰ طول خاوری واقع شده است، این روستا یکی از روستاهای الموت غربی (رودبار شهرستان) می‌باشد در ۲۰ کیلومتری شمال غربی شهر رازمیان قراردارد.
این روستا از شمال به کوه‌های لانه سر، رشکین خانی، گردنه لکاکش و دره پیام، از شمال غربی به کوه‌های سمند خیندر و گردنه سفید آب و از شرق به دره زایین محدود می‌شود. ارتفاع این روستا از سطح دریا ۱۵۵۰متر است.
درآمد اکثر مردم روستای آکوجان از فعالیت‌های دامداری و باغداری تأمین می‌شود. شرایط مساعد اقلیمی و آب فراروان، موجبات رونق باغداری در روستا را فراهم آورده است.
محصولات سردرختی این روستا مشتمل بر فندق، گردو و زعال اخته است. آب مورد نیاز باغات روستا از چشمه تأمین می‌شود. گروهی از مردم روستا نیز در بخش خدمات و کارگری اشتغال دارند و در شهرهای اطراف به فعالیت‌های ساختمانی می‌پردازند.
روستای آکوجان در دره‌ای خوش منظره و خوش آب و هوا استقرار یافته است. پیرامون روستا را کوه‌های سر به فلک کشیده و دره‌های سرسبز قرار گرفته است. باغات انبوه فندق، گردو و ذغال‌اخته و جریان رودهای روان که از کوه‌های اطراف سرچشمه می‌گیرند، جلوة دلپذیری به قلمرو و چشم‌اندازهای این روستای کوهستانی بخشیده است.
از دیگر جاذبه‌های طبیعی روستای آکوجان تنوع جانوری و حیات وحش آن است. دره‌ها و کوه‌های پیرامون روستا زیستگاه انواع جانوران و پرندگان مانند شغال، گرگ، روباه، خرگوش، بزکوهی، گراز، خرس، پلنگ و کبک است.
یکی از مراسم‌های جالب در روستای آکوجان، جشن فندق‌چین است. هر سال با فرا رسیدن فصل برداشت فندق از باغات روستا، مردم پس از آئین شکرگزاری، فندق‌چینی را آغاز می‌کنند. بیش از فندق‌چینی مراسم ویژه‌ای با نواختن دهل و سرنا و انجام بازی‌ها و ورزش‌های محلی کشتی و سوارکاری برگزار می‌شود.
غارحاجت خانه آکوجان
دردامنه یکی ازکوه‌های نزدیک روستای آکوجان بنام «بزادشت» از ناحیه رشکین پره، غاری قرار دارد که حاجت خانه خوانده می‌شود. مردم محل شبهای جمعه به این غار می‌روند و به عبادت می‌پردازند. سنگهای بدنه داخل غار تمامی صیقلی شده و برروی آنها نقوشی کنده کاری شده است. این غار در فاصله ۷۹ کیلومتری ازشهرقزوین دربخش رودبارشهرستان واقع شده است. غار حاجت خانه در ۵ کیلومتری شمال روستا آکوجان قرار دارد. از این غار آثار ظروف سفالی و سکه‌های قدیمی کشف شده است و این غار واجد ارزش‌های تاریخی و باستانی است.
مشخصات:
فاصله روستا تا مرکز استان (کیلومتر) ۶۹
فاصله روستا تا شهر (کیلومتر) ۱۴
مذهب: شیعه
نوع و کیفیت جاده ارتباطی: آسفالت

## جمعیت
این روستا در دهستان رودبار شهرستان قرار دارد و براساس سرشماری مرکز آمار ایران در سال ۱۳۹۷ جمعیت آن ۷۸۰ نفر (۲۱۶ خانوار) بوده است.